# ホンダ・ブリーズ
ブリーズ（BREEZE、皓影）は、広汽本田汽車が製造・販売しているSUVである。

## 初代（2019年 - 2023年）

### 年表
2021年4月19日
広汽本田汽車が、上海モーターショーにて「BREEZE PHEV」を公開した。

## 2代目（2023年 - ）
2022年12月12日、広汽本田汽車が写真を公開。Honda SENSING 360を全車標準装備である。
2022年12月23日、広汽本田汽車が新型「ブリーズ」を発売。ハイブリッドに加えe:HEV（プラグインハイブリッド）を発表。

2023年6月19日、プラグインハイブリッド車とハイブリッド車の各モデルを発売。

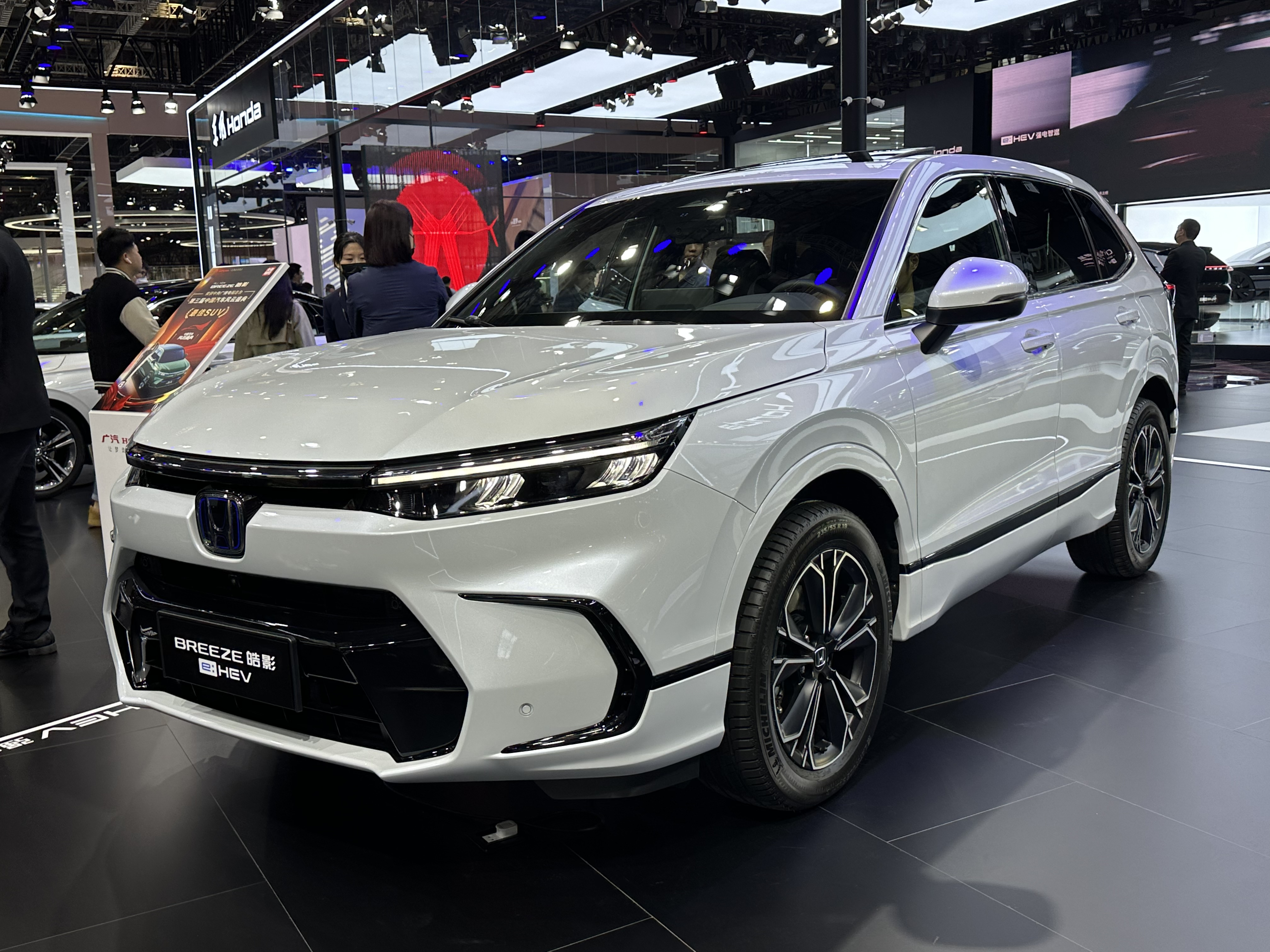
フロント
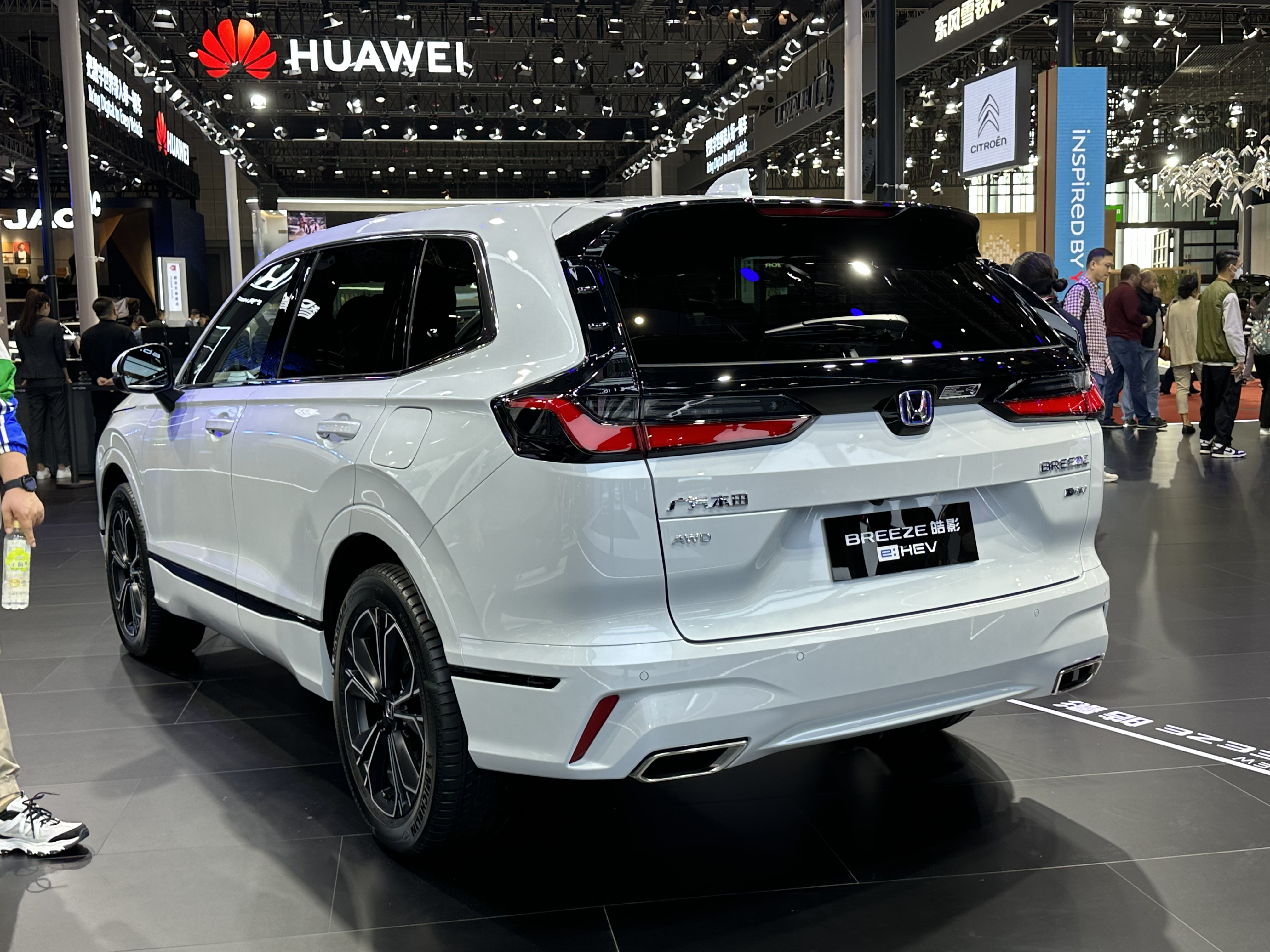
リア